# Списък на владетелите на княжество Люнебург
Списък на владетелите на княжество Люнебург (на немски: Fürstentum Lüneburg, Celle), което от 1269 до 1705 г. е имперска територия на Свещената Римска империя на територията на днешна германска Долна Саксония. По-късно то е наричано също и Целе.

## Владетели на Княжество Люнебург

### Стар Дом Люнебург
| Снимка | Име                                   | Управление  | Бележки |
| ------ | ------------------------------------- | ----------- | --- |
|        | Йохан I (ок. 1242 – 13.12.1277)       | 1269 – 1277 | След разделянето на Херцогство Брауншвайг-Люнебург Йохан I е първият владетел на новото Княжество Люнебург. |
|        | Ото II Строгия (ок. 1266 – 10.4.1330) | 1277 – 1330 | |
|        | Ото III (ок. 1296 – 19.8.1352)        | 1330 – 1352 | |
|        | Вилхелм II (ок. 1300 – 23.11.1369)    | 1330 – 1369 | Смъртта му предизвиква през 1370 г. Люнебургската наследствена война.                                       |

### Стар Дом Брауншвайг
| Снимка | Име                             | Управление  | Бележки |
| ------ | ------------------------------- | ----------- | ------- |
|        | Магнус II Торкват (1328 – 1373) | 1369 – 1373 |         |

### Херцози на Саксония-Витенберг
| Снимка | Име                                     | Управление  | Бележки                                                |
| ------ | --------------------------------------- | ----------- | ------------------------------------------------------ |
|        | Албрехт (Саксония-Витенберг) († 1385)   | 1370 – 1385 | Албрехт мести резиденцията от двореца Люнебург в Целе. |
|        | Венцел I от Саксония-Витенберг († 1388) | 1370 – 1388 |                                                        |

### Среден Дом Брауншвайг
| Снимка | Име                      | Управление  | Бележки |
| ------ | ------------------------ | ----------- | ------- |
|        | Хайнрих I († 1416)       | 1388 – 1416 |         |
|        | Вилхелм I (1392 – 1482)  | 1416 – 1428 |         |
|        | Хайнрих II (1411 – 1473) | 1416 – 1428 |         |

### Среден Дом Люнебург
| Снимка | Име                                            | Управление                  | Бележки                                                         |
| ------ | ---------------------------------------------- | --------------------------- | --------------------------------------------------------------- |
|        | Бернхард I (ок. 1360 – 11.6.1434)              | 1388 – 1409 und 1428 – 1434 |                                                                 |
|        | Ото IV († 1446)                                | 1434 – 1446                 |                                                                 |
|        | Фридрих II († 1478)\|1434 – 1457 и 1472 – 1478 |                             |                                                                 |
|        | Бернхард II (1432 – 1464)                      | 1457 – 1464                 |                                                                 |
|        | Ото V (1439 – 1471)                            | 1457 – 1471                 |                                                                 |
|        | Хайнрих I (1468 – 1532)                        | 1486 – 1520                 |                                                                 |
|        | Ото (1495 – 1549)                              | 1520 – 1527                 |                                                                 |
|        | Франц (1508 – 1549)                            | 1536 – 1539                 |                                                                 |
|        | Ернст I (27.6.1497 – 11.1.1546)                | 1520 – 1546                 | Ернст въвежда през 1527 г. Реформацията в княжеството Люнебург. |
|        | Франц Ото (1530 – 1559)                        | 1555 – 1559                 |                                                                 |
|        | Хайнрих (1533 – 1598)                          | 1559 – 1569                 | Хайнрих III                                                     |
|        | Вилхелм Млади (4.7.1535 – 20.8.1592)           | 1559 – 1592                 |                                                                 |
|        | Ернст II (31.12.1564 – 2.3.1611)               | 1592 – 1611                 |                                                                 |
|        | Христиан (9.11.1566 – 8.11.1633)               | 1611 – 1633                 |                                                                 |
|        | Август I Стари (1568 – 1636)                   | 1633 – 1636                 |                                                                 |
|        | Фридрих IV (1571 – 1648)                       | 1636 – 1648                 |                                                                 |

### Нов Дом Люнебург
| Снимка | Име                                     | Управление  | Бележки |
| ------ | --------------------------------------- | ----------- | ------- |
|        | Христиан Лудвиг (25.2.1622 – 15.3.1665) | 1648 – 1665 |         |
|        | Йохан Фридрих (21.4.1625 – 28.12.1679)  | 1665        |         |
|        | Георг Вилхелм (26.1.1624 – 28.8.1705)   | 1665 – 1705 |         |

| 1705 г. Княжеството Люнебург чрез наследство е обединено с Курфюрство Брауншвайг-Люнебург. |